# 奧斯科達縣 (密西根州)
奧斯科達县（英語：Oscoda County）是美國密西根州下半島北部的一個縣。面積1,480平方公里。根據美國2000年人口普查，共有人口9,418人。縣治邁歐 （Mio）。
成立於1840年4月1日，縣政府成立於1881年3月10日。縣名是印第安詞語Os（多卵石的）和Coda（草原）的合成詞。。